# Burzewo (Twer, Oleninski)
Burzewo (russisch Бурцево, auch Burtsevo transkribiert) ist ein Dorf in Russland, ca. 50 Kilometer westlich von Rschew in der Oblast Twer. Im Zweiten Weltkrieg war die Umgebung Schauplatz der Schlacht von Rschew. Zeitweise war hier unter anderem das Feldlazarett der 206. Infanterie-Division der deutschen Wehrmacht stationiert. Daher ging er als Todes-/Vermisstenort für viele Soldaten in die Geschichte ein.
Viele der Gefallenen wurden vom Volksbund Deutsche Kriegsgräberfürsorge in die Kriegsgräberstätte Rschew überführt.